# Arbutus, Maryland

Arbutus läge i Baltimore County och countyts läge i Maryland.

Arbutus är ett kommunfritt område i Baltimore County i den amerikanska delstaten Maryland med en yta av 16,8 km² och en folkmängd som uppgår till 20 483 invånare (2010).
Musikern David Byrne växte upp i Arbutus, medan politikern Bob Ehrlich föddes där.